# Lancelot and Guinevere
Lancelot and Guinevere (Brasil: Lancelot, o Cavaleiro de Ferro) é um filme britânico de 1963, dos gêneros aventura e romance, dirigido por Cornel Wilde, roteirizado por Richard Schayer e Cornel Wilde, com música de Ron Goodwin.

## Sinopse
O reino de Camelot é abalado quando Lancelot, o mais valoroso cavaleiro da corte, apaixona-se por Guinevere, noiva do rei Arthur, seu amigo e rei, gerando intrigas e traições.

## Elenco
- Cornel Wilde ....... Sir Lancelot
- Jean Wallace .......  Guinevere
- Brian Aherne ....... Rei Arthur
- George Baker (ator) .......  Sir Gawaine
- Archie Duncan .......  Sir Lamorak
- Adrienne Corri ....... Lady Vivian
- Michael Meacham ....... Sir Modred
- Iain Gregory ....... Sir Tors
- Mark Dignam ....... Merlin
- Reginald Beckwith ....... Sir Dagonet
- John Barrie ....... Sir Belvedere
- Richard Thorp ....... Sir Gareth
- Joseph Tomelty .......  Sir Kaye
- Graham Stark ....... Rian
- Geoffrey Dunn ....... Edrick